# Ljudska skupščina Ljudske republike Slovenije
Ljudska skupščina Ljudske republike Slovenije je bila ustanovljena 17. januarja 1947, ko je bila sprejeta Ustava Ljudske republike Slovenije, s čimer se je skupščina preimenovala iz dotedanje Ustavodajne skupščine LRS, ki je bila izvoljena že leta 1946.   
Ljudska skupščina LRS, kakor jo je določila ustava FLRJ oz. Ustava Ljudske republike Slovenije (1945-47), je bila sprva enodomna, imela je 120 poslancev ter izvolila Prezidij kot svoj najvišji predstavniški oblastni organ, ki je igral vlogo "šefa države" po zgledu "stalinske ustave" Sovjetske zveze iz leta 1936, po ustavnem zakonu iz leta 1953 pa je postala dvodomna in sicer je imela poleg splošnega (republiški zbor) še zbor proizvajalcev, v katerem so bili prestavniki posameznih gospodarskih panog voljeni glede na število zaposlenih in zastopani skladno z njihovim deležem v družbenem proizvodu.  
Leta 1963 jo je z novo ustavo Socialistične republike Slovenije nasledila Skupščina SRS.  

## Predsedniki Ljudske skupčine LRS
- Ferdo Kozak (1946 - 1953), nato podpredsednik do smrti 1957
- Miha Marinko (1953 - 1962); predsednik republiškega zbora Josip Rus (do 1958);
- (1. predsednik zbora proizvajalcev: Mavricij Borc (umrl 1956), za njim Roman Albreht do 1958)
- Vida Tomšič (1962 - 1963)

## Mandatna obdobja/sklici
- 1. ljudska skupščina Ljudske republike Slovenije (1947-1950)
- 2. ljudska skupščina Ljudske republike Slovenije (1950-1953)
- 3. ljudska skupščina Ljudske republike Slovenije (1953-1958)
- 4. ljudska skupščina Ljudske republike Slovenije (1958-9. april 1963)